# (17272) 2000 LU4
(17272) 2000 LU4 es un asteroide perteneciente al cinturón de asteroides, descubierto el 5 de junio de 2000 por el equipo del Lincoln Near-Earth Asteroid Research desde el Laboratorio Lincoln, Socorro, Nuevo México.

## Designación y nombre
Designado provisionalmente como 2000 LU4.

## Características orbitales
2000 LU4 está situado a una distancia media del Sol de 2,838 ua, pudiendo alejarse hasta 3,041 ua y acercarse hasta 2,634 ua. Su excentricidad es 0,072 y la inclinación orbital 9,530 grados. Emplea 1745,88 días en completar una órbita alrededor del Sol.

## Características físicas
La magnitud absoluta de 2000 LU4 es 13,40. Tiene 5,278 km de diámetro y su albedo se estima en 0,333.